# Gare de Dordives
La gare de Dordives est une halte ferroviaire française, de la ligne de Moret - Veneux-les-Sablons à Lyon-Perrache. Elle est située sur le territoire de la commune de Dordives, dans le département du Loiret, en région Centre-Val de Loire.
Mise en service en 1895 par la Compagnie des chemins de fer de Paris à Lyon et à la Méditerranée (PLM), c'est une halte sans personnel de la Société nationale des chemins de fer français (SNCF), desservie par les trains de la ligne R du Transilien.

## Situation ferroviaire
Établie à 72 mètres d'altitude, la halte de Dordives est située au point kilométrique (PK) 101,349 (PN 12) de la ligne de Moret - Veneux-les-Sablons à Lyon-Perrache, entre les gares de Souppes - Château-Landon et de Ferrières - Fontenay.

## Histoire

### Station PLM (1895-1937)
Lorsque la Compagnie des chemins de fer de Paris à Lyon et à la Méditerranée (PLM), ouvre à l'exploitation les 51 km de la première section de sa ligne Paris-Lyon par le Bourdonnais, le 14 août 1860, la ligne passe en limite de Dordives sans y disposer d'une gare ou d'un arrêt. En 1881, un vœu du Conseil général du Loiret demande la création d'une gare à Dordives. Le ministre des Travaux publics répond qu'il n'y est pas favorable du fait que le trafic estimé est insuffisant pour couvrir les frais d'établissement, et qu'elle ne serait située qu'à un peu plus de quatre kilomètres de la gare de Souppes. 
Il faut attendre le 3 novembre 1895 pour que le PLM mette en service la « station de Dordives », ouverte « au service des voyageurs, bagages, chiens et articles de messagerie, y compris les denrées, finances et valeurs dont le poids n'excède pas 100 kg. par expédition, les expéditeurs et les destinataires étant tenus d'aider à la manutention de leurs colis (bagages ou articles de messagerie). ». Le bâtiment semble être un bâtiment de gardien du passage à niveau remanié avec une aile ajoutée (voir images ci-dessous)

La gare au début des années 1900
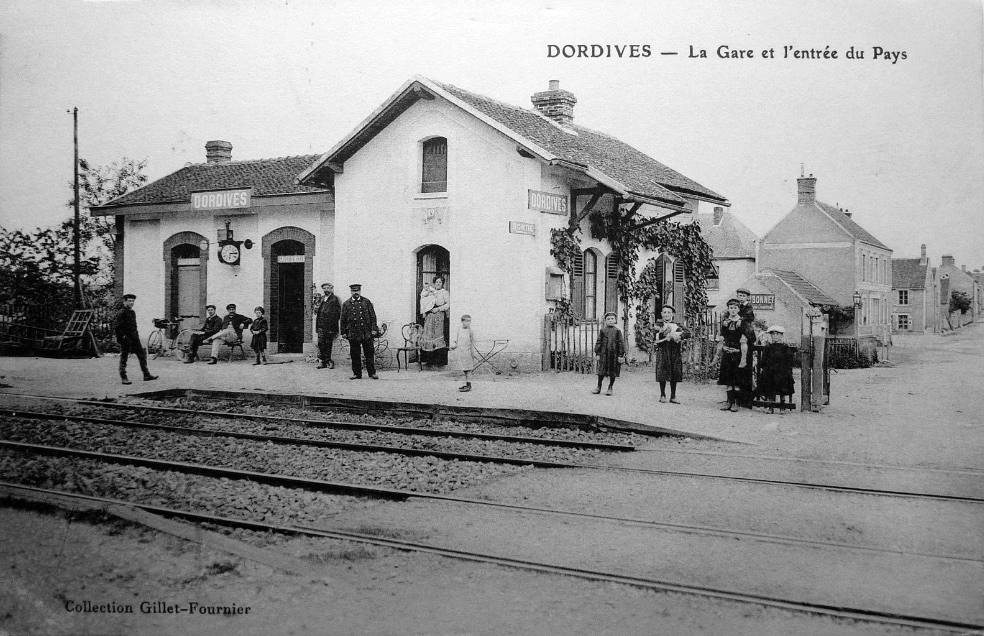
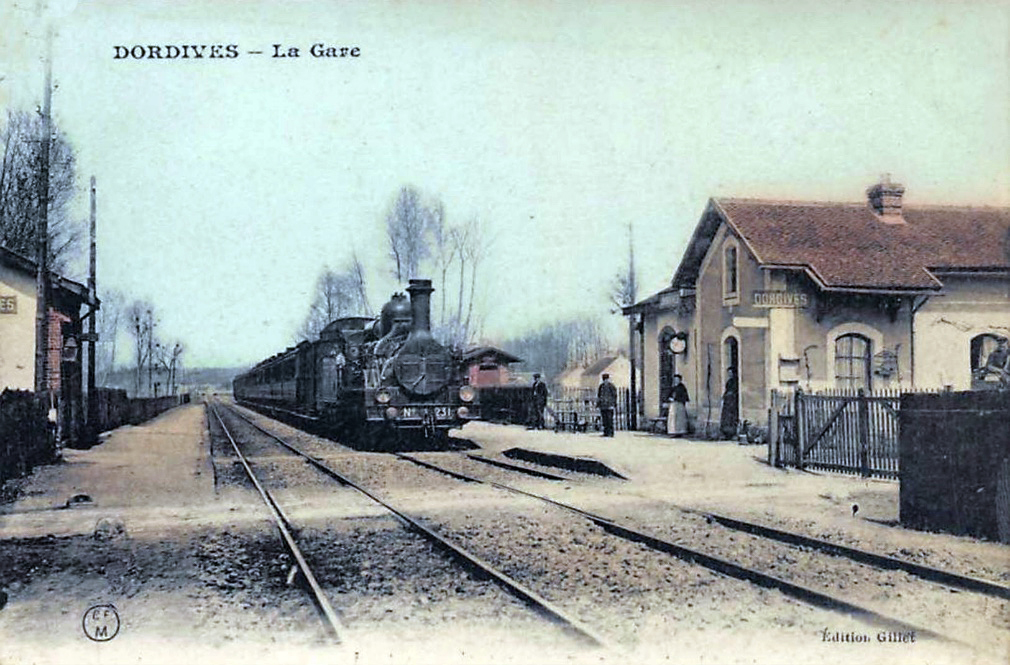
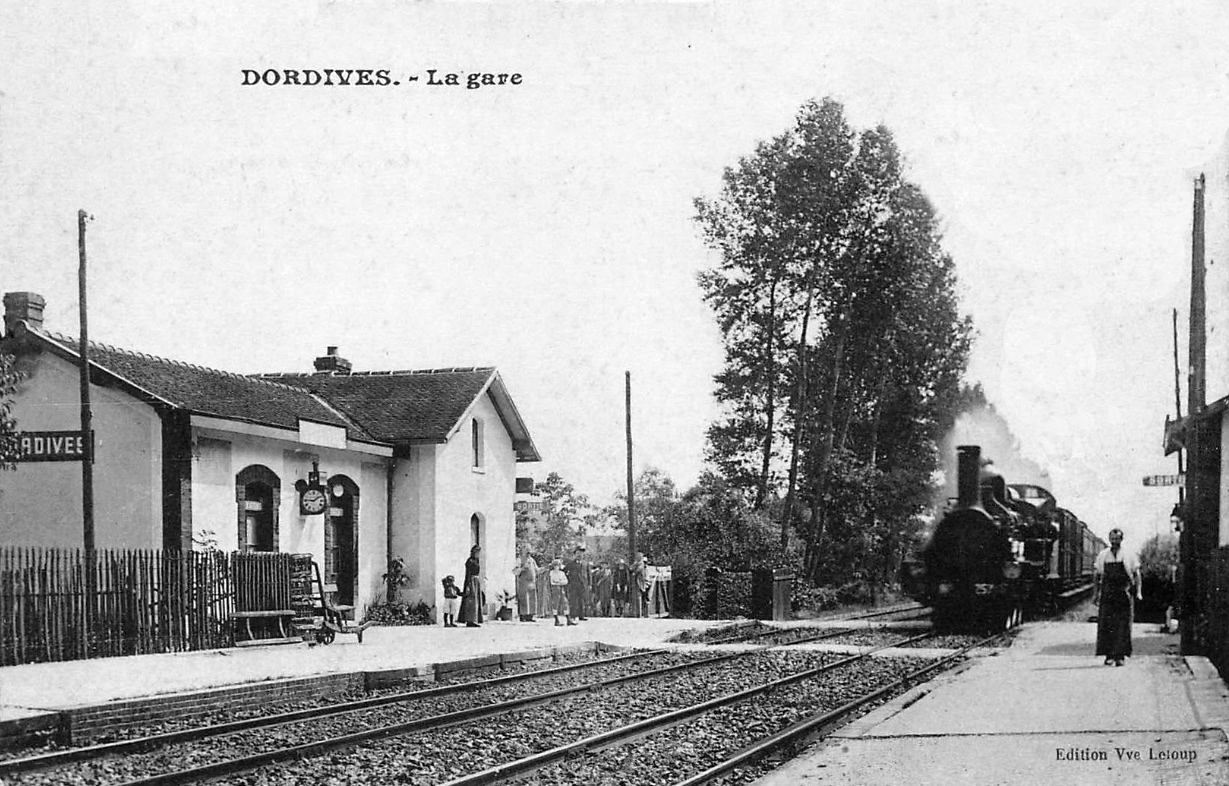

En 1911, la gare figure dans la Nomenclature des gares stations et haltes du PLM. C'est une gare de la ligne PLM de Moret-les-Sablons à Nimes, située entre la gare de Souppes et la gare de Ferrières - Fontenay. C'est une « station ouverte seulement au service des voyageurs, bagages, chiens et articles de messagerie, y compris les denrées, finances et valeurs dont le poids n'excède pas 100 kilogrammes par expédition, les expéditeurs et destinataires étant tenus d'aider à la manutention de leurs colis ». Elle est fermée au service de la petite vitesse.

Vues de l'intérieur de la gare
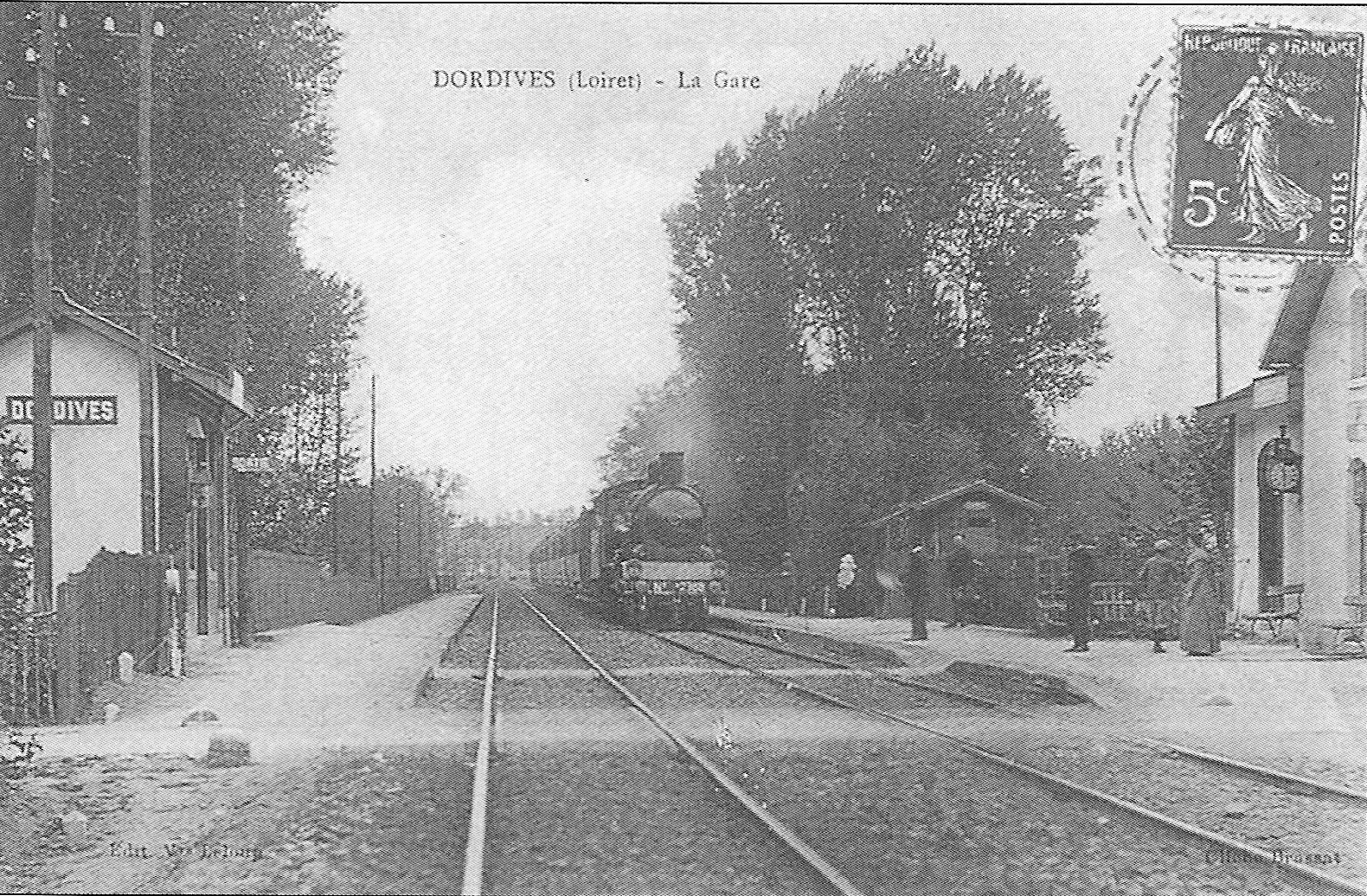
Années 1910.
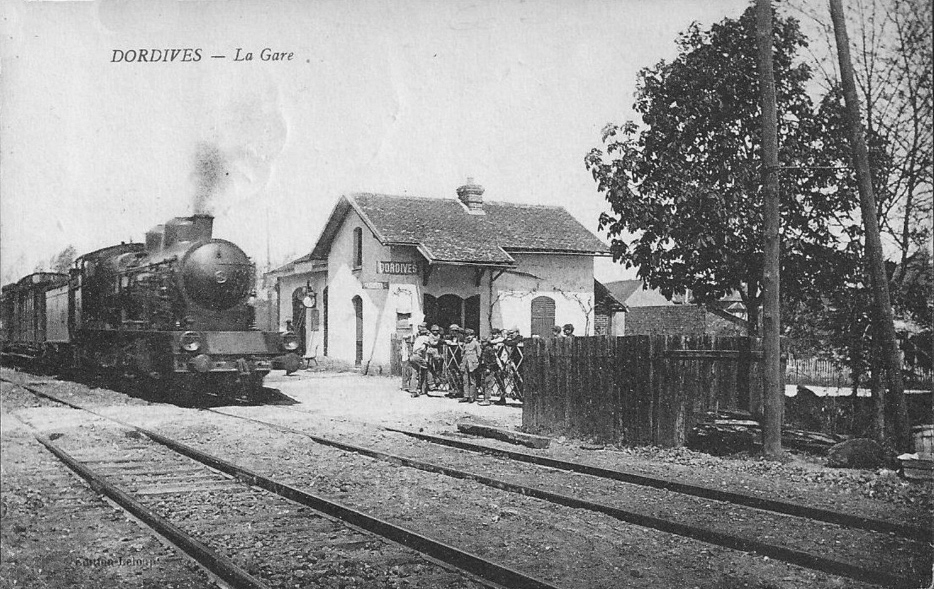
Années 1910.
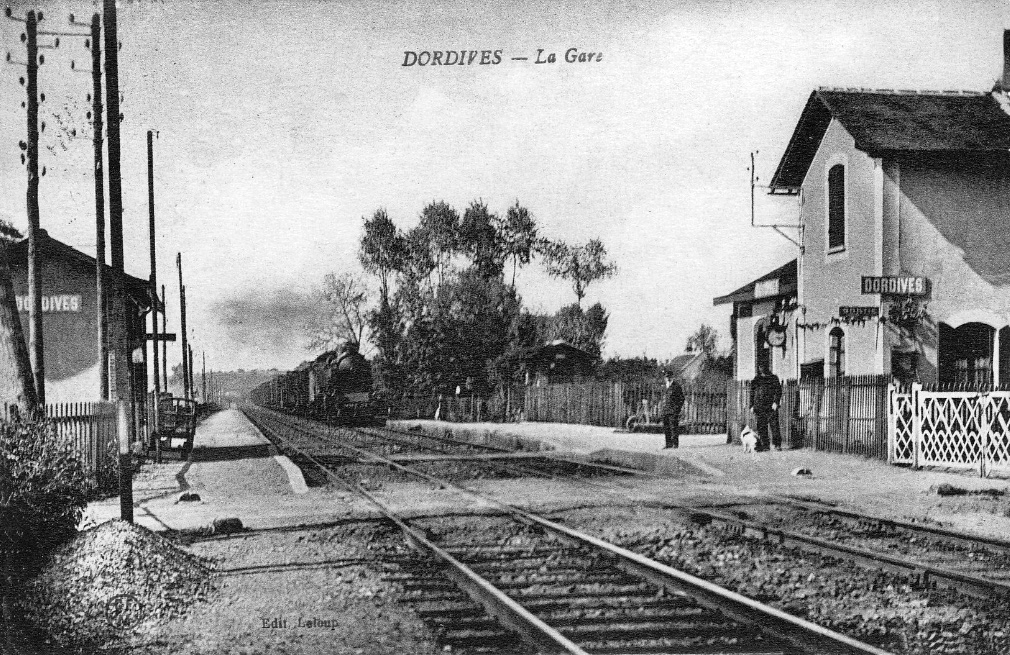
Vers 1920[a].

### Halte SNCF (depuis 1938)
Le bâtiment de la halte est détruit à une date indéterminée.
Au début des années 2000, la halte pose problème du fait de quais trop courts pour des trains de plus en plus longs, elle est desservie par moins de trains et le risque de fermeture est important. Le 16 septembre 2013 une convention est signée pour une programmation des travaux nécessaires pour pouvoir augmenter la desserte de huit à une vingtaine de trains en 2015. Le chantier prévu consiste à allonger de 82 m le quai de la voie 1 et de 96 m le quai de la voie 2 afin de permettre la desserte par les trains de 12 voitures alors que dans la configuration actuelle seuls les trains de 6 voitures desservent la halte. En 2014, en prévision d'un afflux de voyageurs un parking de 80 places est aménagé, ainsi qu'un dépose-minute et un abri à vélos. Le chantier, ouvert en avril 2015, a lieu la nuit entre 23 h et 5 h, pour une période allant jusqu'au mois de juin. Le 9 mai le gros du chantier est réalisé ; néanmoins, il reste à aménager le mobilier et poser la signalétique. L'augmentation du nombre de trains à 22 arrêts quotidiens s'effectuera lors de l'entrée en vigueur des nouveaux horaires à la fin de l'année 2015 ou au début de l'année 2016.

## Service des voyageurs

### Accueil
Halte SNCF sans personnel ni automate, elle est située au passage à niveau de la rue de la Gare, en limite ouest du bourg. L'accès aux quais et le passage d'un quai à l'autre s'effectuent par le passage à niveau routier.

### Desserte
Dordives est desservie par les trains de la ligne R du Transilien (réseau Paris Sud-Est) circulant entre Paris-Gare-de-Lyon et Montargis, cadencés au rythme d'un par heure et par sens, toute la journée, tous les jours.

Vues de la halte en 2011 (avant l'allongement et le réhaussement des quais)
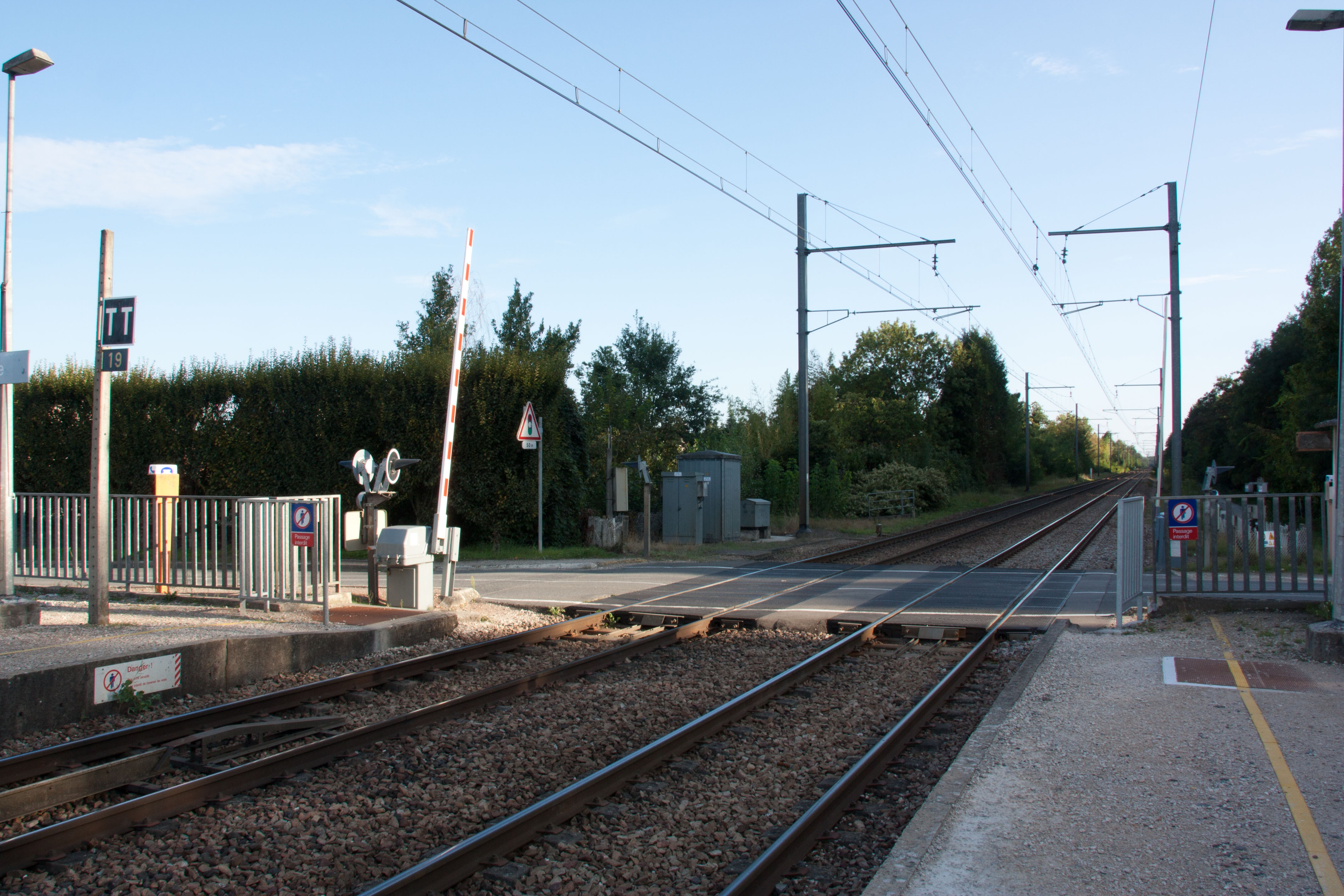
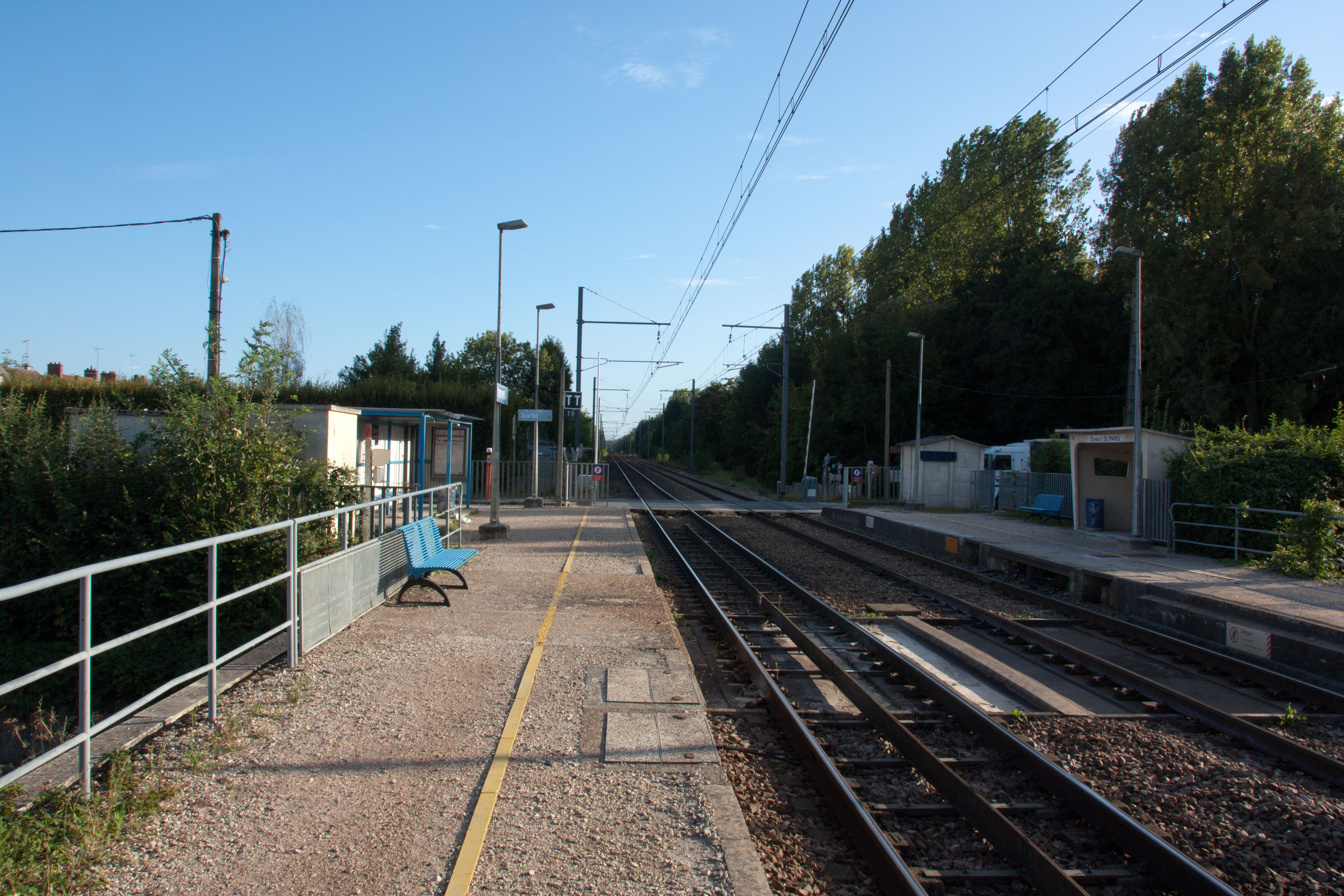
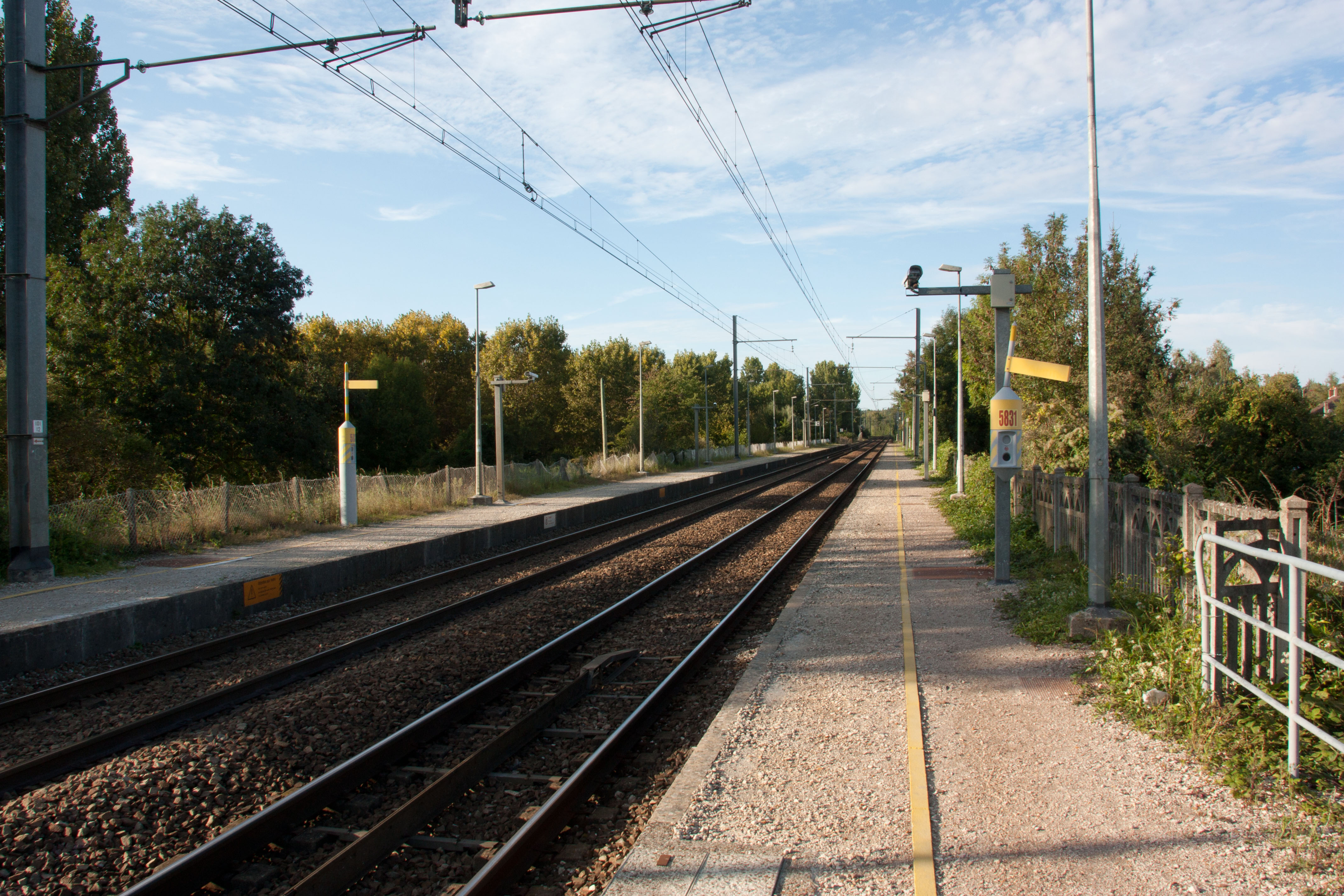

### Intermodalité
Un abri pour quelques vélos et deux places de parking réservées aux personnes handicapées sont situés à l'est du passage à niveau. Un parking pour les véhicules est aménagé à moins de cent mètres à l'ouest, sur la rue de la gare en direction du Loing.